# Joseph Holt
Joseph Holt (6 gennaio 1807 – Washington, 1º agosto 1894) è stato un politico e militare statunitense.

## Biografia
Fu il venticinquesimo segretario alla Guerra degli Stati Uniti durante la presidenza di James Buchanan (15º presidente). Nato nella contea di Breckinridge nello stato del Kentucky.
Sposò Mary Harrison che morì per tubercolosi. La sua seconda moglie fu Margaret Wickliffe, sposata nel 1857. Fra le altre cariche ricoperte quella di 18° Capo Generale delle Poste statunitensi (Postmaster General). Alla sua morte il corpo venne seppellito al Holt Family Cemetery a Stephensport.